# Осада Доля (1479)
Осада Доля французскими войсками состоялась в апреле-мае 1479 в ходе войны за бургундское наследство.

## Французское вторжение
Французы, изгнанные из Франш-Конте после неудачи первой осады Доля осенью 1477 года, смогли предпринять новое вторжение только в апреле 1479. Людовик XI требовал от бургундского наместника Шомон-Амбуаза начать покорение графства со столицы, дважды нанесшей ему оскорбление.
Помня о позорном поражении своего предшественника, сира де Крана, Амбуаз подошёл к делу более основательно, начав с захвата замков и укреплений в окрестностях Доля, дабы предотвратить возможные попытки оказания помощи осаждённым.
Французы располагали значительными силами, а горожане могли рассчитывать лишь на небольшой гарнизон, местное ополчение и студентов университета.

## Осада
За несколько дней до начала осады французский командующий применил хитрость, пустив мимо города к лесу Шо две-три сотни своих людей с большим стадом коров. Храбрые, но недисциплинированные студенты провели массовую вылазку, в надежде отбить у противника скот, и попали в засаду. Большинство погибло в окружении; те, кто пытался бежать, были перебиты в деревнях или бросились в реку Ду.
После взятия Рошфора, где храбро оборонялся Клод де Водре, и замка Жандре, Доль был полностью окружен, и французы начали артиллерийский обстрел. Проделав широкие бреши, Амбуаз несколько раз безуспешно штурмовал крепость, а осаждённые отвечали вылазками, во время одной из которых им удалось отбить замок Бошан, при обороне которого погиб губернатор Руссильона Танги дю Шатель. В другой раз удар войск принца Оранского в тыл французам облегчил действия защитников, убивших две тысячи человек и захвативших вражескую артиллерию.

## Измена союзников
Положение французов ухудшилось, но затяжной осады жители Доля выдержать не могли. Отчаянно нуждаясь в поддержке, восставшие договорились с Сигизмундом Австрийским, и тот выслал на помощь отряды эльзасцев и фереттцев, но иностранные союзники предпочли договориться с французами, получив от Шарля д’Амбуаза крупную сумму за измену. Включив в состав войска некоторое число переодетых французов, немцы подошли к стенам Доля. Горожан немного смутило то, что союзники смогли беспрепятственно пройти по занятой французами территории, и они согласились впустить немцев в город лишь при условии принесения присяги. Для этого к Мостовым воротам был вынесен алтарь со святыми дарами, и духовенство вместе с магистратом и нотаблями приняло торжественную клятву от солдат и офицеров.
Вошедшие в город союзники были встречены хлебом и вином и начали рассаживаться за накрытыми столами. Тем временем один из отрядов взял под контроль ворота и опустил подвесной мост с криками: «Франция! Франция! Город взят!» Горожане немедленно взялись за оружие, и, разделившись на два отряда, под названиями Лук и Аркебуза, заняли позицию перед церковью Богоматери, надеясь выбить предателей из города.

## Падение Доля
Ворвавшиеся в Доль французы встретили упорное сопротивление. На главной площади состоялось наиболее жестокое сражение, следом за которым началась резня. Считается, что за исключением некоторого числа состоятельных горожан, взятых ради выкупа, и тех немногих, кто успел бежать в лес, почти всё население было уничтожено. Последние двенадцать защитников укрылись в каком-то подвале, получившем с тех пор название «Адского погреба» (Cave d’enfer), где оборонялись, пока подошедший Амбуаз не прекратил атаку, приказав «оставить этих бешеных на семя».
Два дня завоеватели грабили город, а перед отступлением предали его огню. Были уничтожены церкви Богоматери и Сен-Мартен, дворец Фридриха Барбароссы и дворец, построенный Луи де Малем для заседаний парламента. Во всем городе остались стоять только Церковь кордельеров, башня Вержи и дом Вюрри, где разместился Амбуаз.
Считается, что город был взят 25 мая, хотя в источниках также встречается дата 3 мая, а согласно документам муниципального совета Салена, эта трагедия произошла между 10 и 15 мая. Согласно Клоду Росиньолю, королевская армия собралась на берегу Соны к 30 апреля, и 10 мая перешла реку по мосту у Сен-Жан-де-Лона, взяв курс на Доль, а дата взятия города в четверг 25 мая подтверждается официальной справкой от 21 февраля 1494 года, описывающей разрушения Доля.

## Последствия
Город было запрещено восстанавливать, но распоряжением, данным Шарлем д’Амбуазом в Дижоне 20 марта 1480 года, уцелевшим жителям разрешалось возвести навесы над подвалами, где они ютились. Университет был переведён в Полиньи, а парламент Людовик XI 9 августа 1480 года перевел в Сален.
При Карле VIII город начали восстанавливать, парламент и университет были возвращены в столицу графства. В ходе третьей франко-габсбургской войны (1491—1493) французы были разбиты под Дурноном, близ Салена, и Доль немедленно восстал, изгнав гарнизон захватчиков, и снова подняв бургундские цвета. Санлисский договор 23 мая 1493 вернул Франш-Конте под власть Максимилиана Габсбурга, и к 1494 году город отстроился в достаточной степени, чтобы провести у себя Штаты провинции.

## Память
После освобождения от французов на месте основного сражения был установлен каменный крест, перед которым каждый год 25 мая поминали погибших бойцов Лука и Аркебузы. Разрушенный революционерами в 1793 году, он был в 1820-м заменён железным крестом. После очередной революции, в 1830 году, этот памятник перевезли на военное кладбище, где установили в качестве мемориала павшим при Маренго и Аустерлице, а на площади снова поставили каменный крест, позднее перенесённый внутрь церковной ограды.
В конце концов, в марте 1841 года муниципальный совет Доля установил перед входом в Адский погреб мраморную доску с надписью:

## Комментарии
1. ↑  Ныне в этом здании с доской на фронтоне в центре города находится овощной магазин (Besson A. Marguerite d'Autriche, p. 214—215. — Paris: Nouvelles Editions Latines, 1979. — ISBN 9782723304818.)